# Markus Ritter (Anglist)
Markus Ritter (* 1963 in Ahaus) ist ein deutscher Anglist, Fachdidaktiker und Medienwissenschaftler.
Markus Ritter studierte von 1984 bis 1989 an der Westfälischen Wilhelms-Universität in Münster die Fächer Englisch und Biologie auf Lehramt. Anschließend lehrte er bis 1991 in Großbritannien und Deutschland Deutsch als Fremdsprache. Wieder an der Universität Münster folgte bis 1994 ein Promotionsstudiengang. Ritters Dissertation behandelte das Thema „Computer und handlungsorientierter Unterricht“. Daran schloss sich bis 1997 eine Tätigkeit als Verlagsredakteur für Bildungssoftware in Berlin an. Die akademische Laufbahn setzte Ritter seit 1997 an der Universität Siegen fort, wo er wissenschaftlicher Assistent für Fremdsprachendidaktik/Sprachlehrforschung wurde. 1999 wechselte er an die Universität Duisburg-Essen, wo er wissenschaftlicher Mitarbeiter für englische Fachdidaktik und Sprachpraxis wurde. Vertretungsprofessuren führten ihn 2002 an die Ruprecht-Karls-Universität Heidelberg und 2004/05 an die Johann Wolfgang Goethe-Universität Frankfurt am Main. Seit Oktober 2007 ist Ritter Professor und Inhaber des Lehrstuhls für Didaktik der englischen Sprache und Literatur (Fachdidaktik) an der Ruhr-Universität Bochum.

## Schriften
- Computer und handlungsorientierter Unterricht. Zur allgemeinen und fremdsprachendidaktischen Reichweite eines neuen Mediums, Auer, Donauwörth 1995 (Reihe Schule und Unterricht) ISBN 3-403-02715-5
- Computer-Ideen für den Englischunterricht. Anregungen und Beispiele für Internet- und Softwareeinsatz in den Klassen 5-10 (mit Christiane Kallenbach), Cornelsen, Berlin 2000